# Метт Маккай
Метт Маккай (англ. Matt McKay, нар. 11 січня 1983, Брисбен) — австралійський футболіст, півзахисник клубу «Брисбен Роар» та національної збірної Австралії.

## Клубна кар'єра
У дорослому футболі дебютував 2001 року виступами за команду клубу «Брисбен Страйкерс», в якій провів три сезони, взявши участь у 51 матчі чемпіонату. 
Своєю грою за цю команду привернув увагу представників тренерського штабу клубу «Брисбен Роар», до складу якого приєднався 2005 року. Провів у цій брисбенській команді наступні шість сезонів своєї ігрової кар'єри. Протягом цього часу також пограв на умовах оренди в Кореї за «Інчхон Юнайтед» та в Китаї за «Чанчунь Ятай».
16 серпня 2011 року уклав контракт з шотландським клубом «Рейнджерс». Проте за півроку клуб з Глазго стикнувся з фінансовими проблемами, через які, зокрема, узгодив перехід австралійця, що на той момент провів за команду лише декілька ігор, до південнокорейського «Пусан Ай Парк». 
Згодом Маккай знову грав за «Чанчунь Ятай», до якого перейшов у січні 2013 року, уклавши з китайським клубом дворічний контракт. Втім, вже влітку того ж року контракт було розторгнуто за обопільною згодою і гравець повернувся на батьківщину до «рідного» «Брисбен Роар».

## Виступи за збірну
2006 року дебютував в офіційних матчах у складі національної збірної Австралії. Відтоді провів у формі головної команди країни 47 матчів, забивши 1 гол.

## Титули і досягнення
- Переможець Молодіжного чемпіонату ОФК: 2002
- Володар Кубка Азії: 2015
- Срібний призер Кубка Азії: 2011